# Urals føderale distrikt
Urals føderale distrikt (russisk: Ура́льский федера́льный о́круг) er et af de syv føderale distrikter i Rusland og det mest vestliggende af de tre asiatiske russiske distrikter. Distriktet har en befolkning på 12.373.926 (2002) personer og en størrelse på 1.788.900 km². Lederen af distriktet er for tiden Pyotr Latyshev.

## Indeholder
- Kurgan oblast
- Sverdlovsk oblast
- Tjumen oblast
  - Khanty-Mansij autonome okrug
  - Jamalo-Nenets autonome okrug
- Tjeljabinsk oblast

Kurgan, Sverdlovsk og Tjeljabinsk hører til Urals økonomiske region sammen med dele af Volgas føderale distrikt, mens Tjumen (med okruger) hører til Vestsibirske økonomiske region sammen med dele af Sibiriske føderale distrikt.

## Største byer
56°50′00″N 60°35′00″Ø / 56.833333333333°N 60.583333333333°Ø